# Claude Cohen-Tannoudji
Claude Cohen-Tannoudji (ur. 1 kwietnia 1933 w Konstantynie) – francuski fizyk, noblista.

## Życiorys
W  1997 wraz z Stevenem Chu i Wiliamem Phillipsem otrzymał Nagrodę Nobla w dziedzinie fizyki za rozwój metod chłodzenia i pułapkowania atomów laserem.